# Eliyahu Feldman
Eliyahu Feldman (n. 1919, Basarabia, România – d. 2002) a fost un istoric israelian, originar din Basarabia. El a fost conferențiar la Facultatea de istoria poporului evreu a Universității din Tel Aviv. S-a făcut cunoscut prin cercetări în domeniul istoriei evreilor din Rusia și Basarabia.

## Biografie
Eliahu Feldman s-a născut în 1919 intr-o familie de evrei din Chișinău, în România. El a emigrat în Israel din Uniunea Sovietică si in 1971 a terminat doctoratul in istorie la Universitatea Ebraică din Ierusalim
În 1976 a fost numit conferențiar la Facultatea de istoria poporului evreu la Universitatea din Tel Aviv.

## Cărți
- 1971 -Yehudey Rusia b-1905 beeyney diplomat anglí (Evreii din Rusia în 1905 din perspectiva unui diplomat englez)
- Toldot Hayehudim beBessarabia bameá hatsha-esre (Istoria evreilor din Basarabia în secolul al XIX-lea) Editura Universității Ebraice, Ierusalim,

- 1982 - Baaley mlakhá yehudim beMoldavia (Meșteșugari evrei în Moldova)
- 1986 - The Russian Jews in 1905 through the eyes and camera of a British diplomat .Tel Aviv : Tel Aviv University
- 1999 - Yehudey Rusia bimey Hamahapekhá Harussit vehapogromim (Evreii din Rusia în zilele Revoluției Ruse și a pogromurilor) - Ierusalim
- sub redacția sa -Leket mekorot:reshit hasotzializm hayehudí - (Culegere de izvoare:începuturile socialismului evreiesc)

### Alte scrieri și articole
- Plehwe and the Pogrom of Kishinev - Heawar, 17, Tel Aviv, Altera 1970
- 1974 - Hadmut haishuvit, hakalkalit vehahevratit shel yahadut Rusia (Imaginea geopolitică, economică și socială a evreilor din Rusia)
- British Diplomats and British Diplomacy and the 1905 Pogroms in Russia in Slavonic and East Europe Review 65, 1987
- First Attempt of American Intervention on Behalf of the Russian Jews
- The Question of the Jewish Emancipation in the Ottoman Empire and the Danubian Principalities after the Crimean War JSS 41 1979
- Tzror mihtavim meet yehudey Romania hamevakshim lehagher bishnat 1900 (Mănunchi de scrisori ale unor evrei din România care doresc să emigreze în 1900)

Feldman a participat la redactarea unor articole din Enciclopedia Ebraică - o parte din articolul Siberia (Evrei), despre Bogdan Petriceicu Hașdeu,
de asemenea din Enciclopedia Judaica - articolele Davicion Bally, și o parte din articolele Briceni, Briceva, Zgurița din Pinkas Kehilot Romania (Cartea comunităților evreiești din România)